# Liste weiterführender Bildungseinrichtungen in Sambia
Dies ist eine Liste des Tertiären Bildungssektors, also der Universitäten, Colleges, Aus- und Fortbildungsinstitute in Sambia.

## Universitäten (Auswahl)
- Chalimbana University (ChaU, Lusaka und Chongwe)
- Copperbelt-Universität (CBU, Kitwe)
- Kwame Nkrumah University (Kabwe)
- Levy Mwanawasa Medical University (LMMU, Lusaka)
- Mukuba University (Garneton), ehemals Copperbelt Secondary Teachers College (COSETCO)
- Mulungushi University (MU,  Kabwe)
- Northrise University (NU, Ndola), privat
- Robert Kapasa Makasa University
- Palabana University
- Universität von Sambia (UNZA, Lusaka)
- Zambia Open University (ZAOU, Lusaka), privat

## Institutionen ohne Hochschulrang
- Evelyn Hone College of Applied Arts and Commerce, Lusaka
- George Benson Christian College, Kalomo
- Livingstone Institute of Business & Engineering Studies, Livingstone
- National Institute of Public Administration (NIPA)
- Natural Resources Development College (NRDC), Lusaka
- Nkrumah Secondary Teachers’ College (NCE), Kabwe, inzwischen eine Fakultät der Kwame Nkrumah University
- Copperbelt Secondary Teachers’ College (COSETCO), Kitwe, seit 2013 in die Mukuba University integriert
- Kitwe teachers training college, Kitwe
- Mufulira College of Education, Mufulira
- Mansa College of Education, Mansa
- Kasama College of Education, Kasama
- Chipata College of Education, Chipata
- Malcom Moffat College of Education,
- David Livingstone College of Education,
- Mongu College of Education, Mongu
- Charles Lwanga College of Education
- Solwezi College of Education, Solwezi
- Northern Technical College (NORTEC), Ndola
- Zambia College of Agriculture, Monze und Mpika
- Zambia Forestry College (ZFC), Kitwe
- Institute of Human Rights, Intellectual Property and Development Trust (HURID)
- insgesamt 14 Teachers Training Colleges
- insgesamt fünf berufstechnische Schulen

## Fach- und Spezialschulen
- Institute of Social Sciences, Lusaka - Webpräsenz
- Rhodes Park School, Lusaka - Webpräsenz
- Step Ahead School  - Webpräsenz
- Step in Training Centre - Webpräsenz
- Sylva Professional Catering Services Limited - Webpräsenz
- Lake Road PTA School, Kabulonga und Woodlands - Webpräsenz
- Fairview Education Academy - Webpräsenz
- Dora Tamane School - Webpräsenz
- Knight Highschool - Webpräsenz
- New Age International Tutorial Centre - Webpräsenz
- Thumbelina School - Webpräsenz

## Teacher Resource Centres

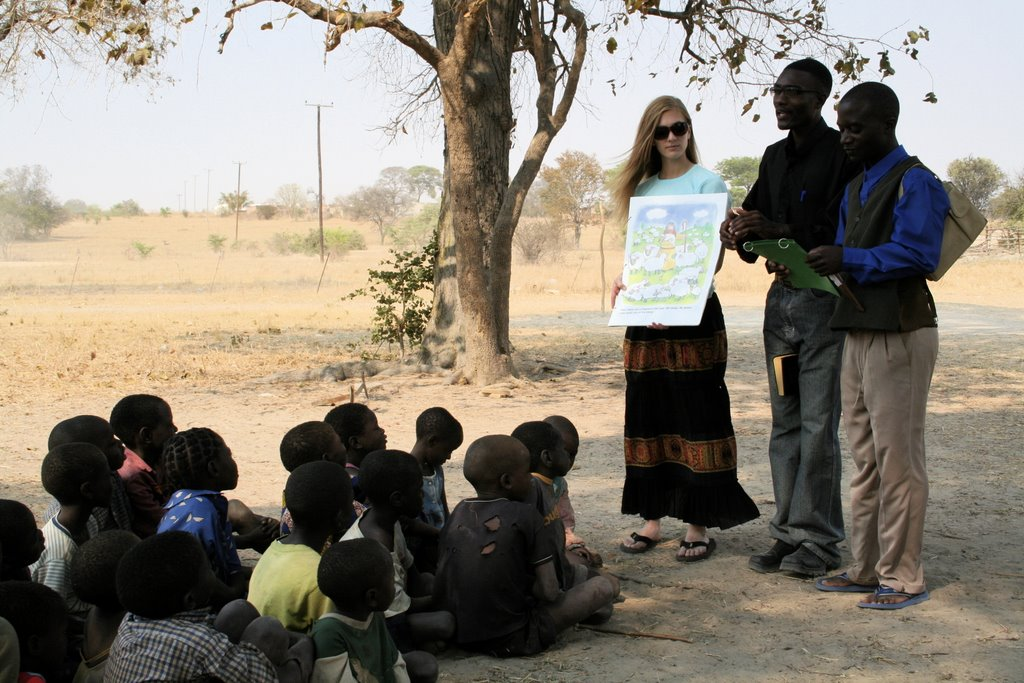
Grundschule im sambischen Busch, durchschnittliche Klassengröße 50 Schüler

Dieser Bereich untersteht dem Erziehungsministerium und gilt als wichtig für pädagogische Fortbildung und Motivation von Lehrern. Diese Teacher Resource Centres umfassen Provincial Resource Centres, District Resource Centres, Zonal Resource Centres und Teacher Resource Groups.

## Weitere Ausbildungsstätten
- Zambia Air Services Training Institute (gehört vermutlich zum Militär, das auch den Flughafen Lusaka betreibt)
- Kafue Gorge Training Centre, Namalundu Village - geplante (?) Webpräsenz (gehört wohl zur Kafue-Talsperre)
- Zamtel staff training college (TV-Fortbildung)
- Zampost staff training college (Fortbildung Post)
- Zambia Centre for Accountancy Studies
- Zambia Institute of Advanced Legal Education
- Zambia Institute of Technology
- Copperbelt College of Education (Kurse in „home economics“, Mathematik, Science)
- Zambia Institute for Special Education (ZAMISE), Lusaka (seit 1971, Ausbildung von Lehrern für Behinderte)
- Technical and Vocational Teachers’ College (TVTC) (Diplomstudiengang in „Guidance and Counselling“)
- Luanshya Technical and Vocational Teacher’s College, Luanshya
- Chapula Zambia Centre for Horticultural Training, Kalulushi (Fortbildung für Kleinbauern in Bewässerungstechnik)